# پایگاه نیروی هوایی پاکستان در سامونگلی
 پایگاه نیروی هوایی پاکستان در سامونگلی (به انگلیسی: PAF Base Samungli) یک فرودگاه نظامی است . این فرودگاه در کشور پاکستان قرار دارد .